# Makrozamie
Makrozamie (Macrozamia) je rod cykasů z čeledi zamiovité (Zamiaceae). Zahrnuje celkem 40 pojmenovaných druhů australských cykasů a další dosud nepopsané. Naprostá většina z nich pochází z východní Austrálie na jihovýchodě Queenslandu a Novém Jižním Walesu, jeden druh najdete v pohoří MacDonnell Ranges v Severním teritoriu (Northern Territory, Macrozamia macdonnellii) a šest na jihu Západní Austrálie. Mezi domorodci mají makrozamie lidové označení Burrawang, které původně označovalo makrozamii obecnou (Macrozamia communis) v jazyce Daru, nicméně nyní je již používána pro celý rod.
Některé vzrostlé makrozamie byly v posledních letech v rámci záchranných prací před stavebními projekty vykopávány v přírodě a je dočasně umožněn jejich kontrolovaný vývoz. Díky této snaze australské vlády lze dnes najít v každé větší světové zahradě několik mohutných starých stromů, které by byly ze semen nedostupné. Žádná česká botanická zahrada se k odkupu těchto nádherných rostlin zatím neodhodlala. K podobné akci se v minulosti rozhodla i jihoafrická vláda při stavbě přehrady v oblasti, kde rostly cykasy druhu Encephalartos senticosus.

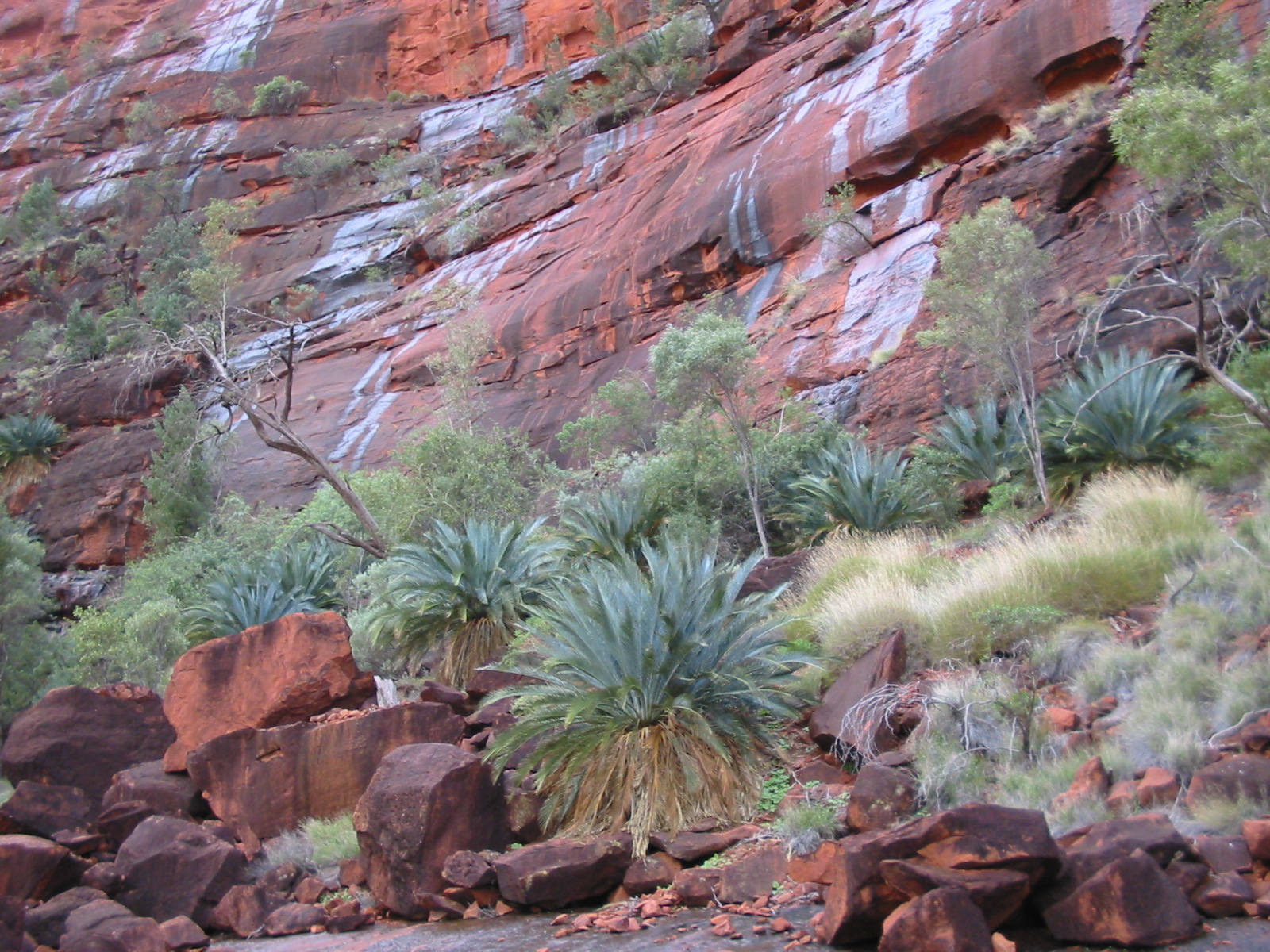
Macrozamia macdonellii na lokalitě ve střední Austrálii

## Znaky makrozamií
Řada makrozamií má podzemní kmeny, které jsou nejlépe chráněny proti častým požárům, ale jsou mezi nimi i velmi velké cykasy. Například kmen Macrozamia moorei dosahuje v průměru 80 cm a výšky 8 m. Většina makrozamií se od ostatních cykasů odlišuje barevnou základnou lístků. Lístek je u řapíku obvykle světle zelený, někdy hnědý. Tato změna barvy u začátku lístků je patrná i na fotografii semen v tomto článku.

## Makrozamie v potravě a otravy
Makrozamie jsou jedovaté, obsahují mj. jed macrozamin. V minulosti však byly důležitým zdrojem potravy pro domorodce, byť je u nich podobně jako u jiných cykasů zapotřebí značné úpravy, jejímž cílem je vyplavit toxiny. Existuje podezření, že tato úprava není dostatečná. Probíhají proto studie, které by měly posoudit vliv dlouhodobého pojídání potravy z cykasů na onemocnění některých komunit.
Nebezpečné je nicméně pouze přímé pojídání rostlin, zejména vnitřku semen po „vypeckování“. Známé otravy způsobují selhání jater a ledvin, případně některé nervová onemocnění. U dobytka v Austrálii je známé nevratné ochrnutí končetin po pojídání listů některých druhů makrozamií, tzv. zamiová kulhavka (zamia staggers)

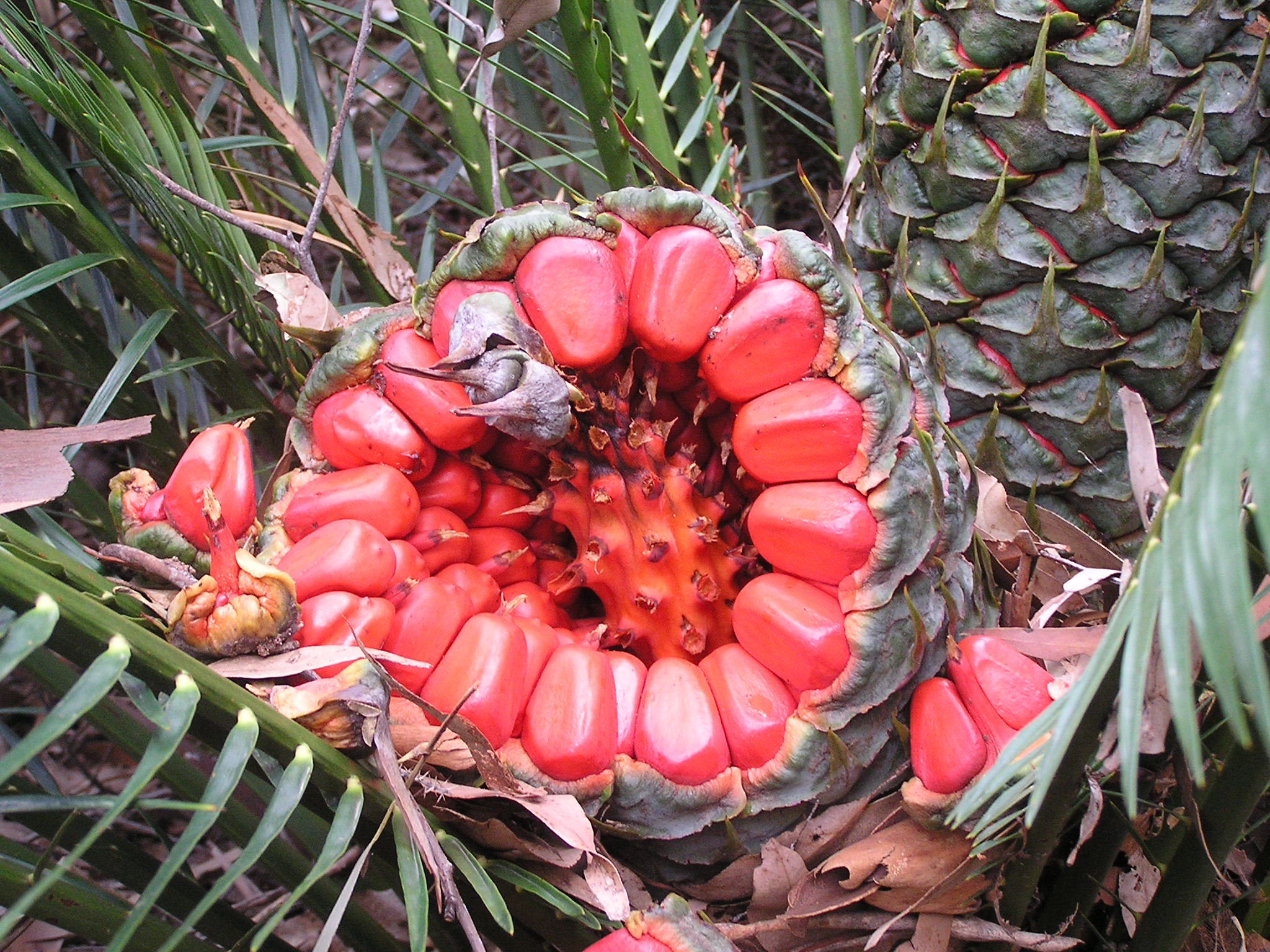
Semena ve zralé šišce makrozamie obecné jsou často požírána klokany

## Druhy a rozšíření
- Macrozamia cardiacensis – jihovýchodní Queensland
- Macrozamia communis – východní pobřeží Nového Jižního Walesu
- Macrozamia concinna – Nový Jižní Wales
- Macrozamia conferta – jihovýchodní Queensland
- Macrozamia cranei – jihovýchodní Queensland
- Macrozamia crassifolia – jihovýchodní Queensland
- Macrozamia denisoni – jihovýchodní Queensland
- Macrozamia diplomera – Nový Jižní Wales
- Macrozamia douglasii – jihovýchodní Queensland
- Macrozamia dyeri – jižní pobřeží Západní Austrálie
- Macrozamia elegans – Nový Jižní Wales
- Macrozamia fawcettii – Nový Jižní Wales
- Macrozamia fearnsidei – jihovýchodní Queensland
- Macrozamia flexuosa – Nový Jižní Wales
- Macrozamia fraseri – severozápadní Západní Austrálie
- Macrozamia glaucophylla – Nový Jižní Wales
- Macrozamia heteromera – Nový Jižní Wales
- Macrozamia humilis – Nový Jižní Wales
- Macrozamia johnsonii – Nový Jižní Wales
- Macrozamia lomandroides – jihovýchodní Queensland
- Macrozamia longispina – jihovýchodní Queensland
- Macrozamia lucida – jihovýchodní Queensland
- Macrozamia macdonnellii – Macdonnell Ranges, Severní teritorium
- Macrozamia macleayi – Nový Jižní Wales
- Macrozamia miquelii – jihovýchodní a centrální Queensland
- Macrozamia montana – Nový Jižní Wales
- Macrozamia moorei – jihovýchodní a střední Queensland
- Macrozamia mountperriensis – jihovýchodní Queensland
- Macrozamia occidua – jihovýchodní Queensland
- Macrozamia parcifolia – jihovýchodní Queensland
- Macrozamia pauli-guilielmi – jihovýchodní Queensland, severovýchodní Nový Jižní Wales
- Macrozamia platyrachis – jihovýchodní Queensland
- Macrozamia plurinervia – jihovýchodní Queensland, severovýchodní Nový Jižní Wales
- Macrozamia polymorpha – Nový Jižní Wales
- Macrozamia reducta – Nový Jižní Wales
- Macrozamia riedlei – jihozápadní Západní Austrálie
- Macrozamia secunda – Nový Jižní Wales
- Macrozamia serpentina – jihovýchodní Queensland
- Macrozamia spiralis – Nový Jižní Wales
- Macrozamia stenomera – Nový Jižní Wales
- Macrozamia viridis – jihovýchodní Queensland